# Década de 1840 a.C.
Séculos: (Século XX a.C. - Século XIX a.C. - Século XVIII a.C.)
Décadas: 1890 a.C. 1880 a.C. 1870 a.C. 1860 a.C. 1850 a.C. - 1840 a.C. - 1830 a.C. 1820 a.C. 1810 a.C. 1800 a.C. 1790 a.C.
Anos: 1849 a.C. - 1848 a.C. - 1847 a.C. - 1846 a.C. - 1845 a.C. - 1844 a.C. - 1843 a.C. - 1842 a.C. - 1841 a.C. - 1840 a.C.
- 1842 a.C. - Início do reinado do faraó Amenemés III
- 1841 a.C. - Fim do reinado do faraó Sesóstris III